# ビビアナ・シュタインハウス

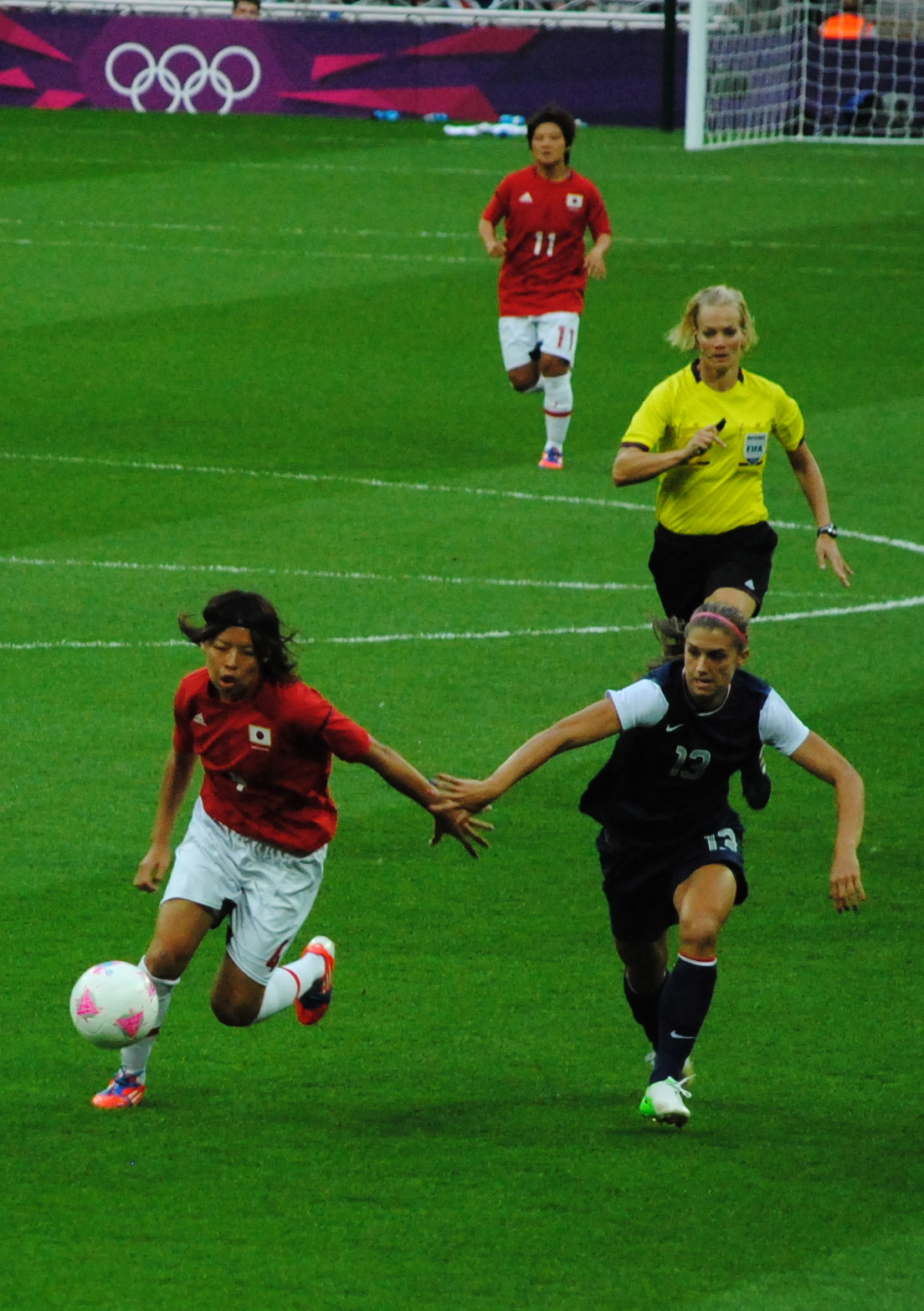
2012年ロンドンオリンピック決勝

ビビアナ・シュタインハウス（Bibiana Steinhaus, 1979年3月24日 - ）は、ドイツの元女性サッカー審判員。身長181cm、体重73kg。

## 経歴
サッカー審判員だった父の影響で16歳で審判となった。
女子ブンデスリーガ、レギオナルリーガ（4部相当）の審判を経て、2007年にブンデスリーガ2部の審判となり、ドイツの男子プロリーグで主審を務めた初の女性となった。
2005年から国際サッカー連盟 (FIFA) 登録の国際審判員となり、FIFA U-20女子ワールドカップ、FIFA女子ワールドカップなどで主審を務めた。
2017年にはブンデスリーガ1部の審判員に昇格し、同年9月10日の試合（ヘルタ・ベルリン対ヴェルダー・ブレーメン戦）で1部リーグの主審としてデビューした。これによりサッカーの欧州主要リーグで主審を務めた史上初の女性となった。

## 挿話
- 審判員引退後の2021年、イングランドの元サッカー審判員・ハワード・ウェブと結婚した[3]、5年間の交際期間を経ての結婚だと報じられている[4]。

## 主な担当試合
- 2008 FIFA U-20女子ワールドカップ
  - ナイジェリア vs チリ
  - ブラジル vs 北朝鮮
- UEFA欧州女子選手権2009
  - イタリア vs イングランド
  - イタリア vs スウェーデン
  - スウェーデン vs ノルウェー
- 2010 FIFA U-20女子ワールドカップ
  - メキシコ vs 日本
  - 韓国 vs アメリカ
  - 韓国 vs コロンビア（3位決定戦）
- アルガルヴェ・カップ2011
  - アメリカ vs アイスランド（決勝）
- 2011 FIFA女子ワールドカップ
  - アメリカ vs 北朝鮮
  - 赤道ギニア vs ブラジル
  - 日本 vs アメリカ（決勝）
- 2012年ロンドンオリンピック女子サッカー競技
  - ニュージーランド vs ブラジル
  - アメリカ vs 日本（決勝）
- UEFA欧州女子選手権2013
  - スウェーデン vs デンマーク
  - イングランド vs ロシア
  - ノルウェー vs スペイン
- 2015 FIFA女子ワールドカップ
  - カナダ vs ニュージーランド
  - 中国 vs カメルーン